# Eijun Kiyokumo
Eijun Kiyokumo (清雲 栄純, Kiyokumo Eijun) né le 11 septembre 1950 à Préfecture de Yamanashi au Japon est un footballeur japonais.